# Erodium elatum
Erodium elatum är en näveväxtart som först beskrevs av Formánek, och fick sitt nu gällande namn av R.T.F.Clifton. Erodium elatum ingår i släktet skatnävor, och familjen näveväxter. Inga underarter finns listade i Catalogue of Life.